# 欧直EC725狞猫直升机
欧直EC725狞猫直升机（Eurocopter EC725 Caracal），现称为空中客车直升机H225M（Airbus Helicopters H225M），是在欧直AS532美洲狮直升机的基础上研發的运输军用直升机。它是一种双引擎直升機，根据不同的配置，該直升機最多可搭载28名軍人和两名机组人员。该直升机的定位為部队运输、伤员撤离和战斗搜救任务，与歐直EC225超級美洲獅直升機相似。

## 使用

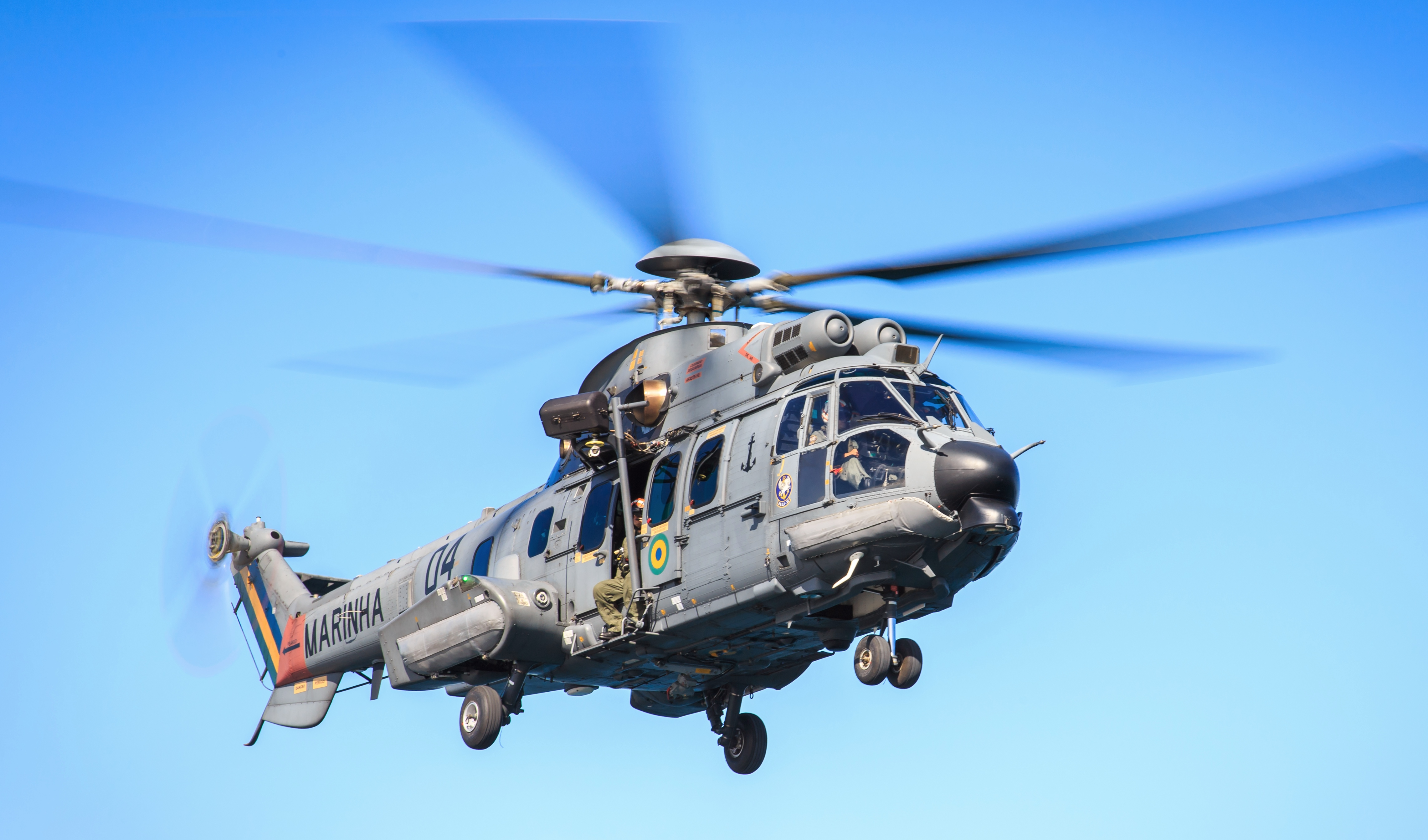
A EC725 of the Brazilian Navy

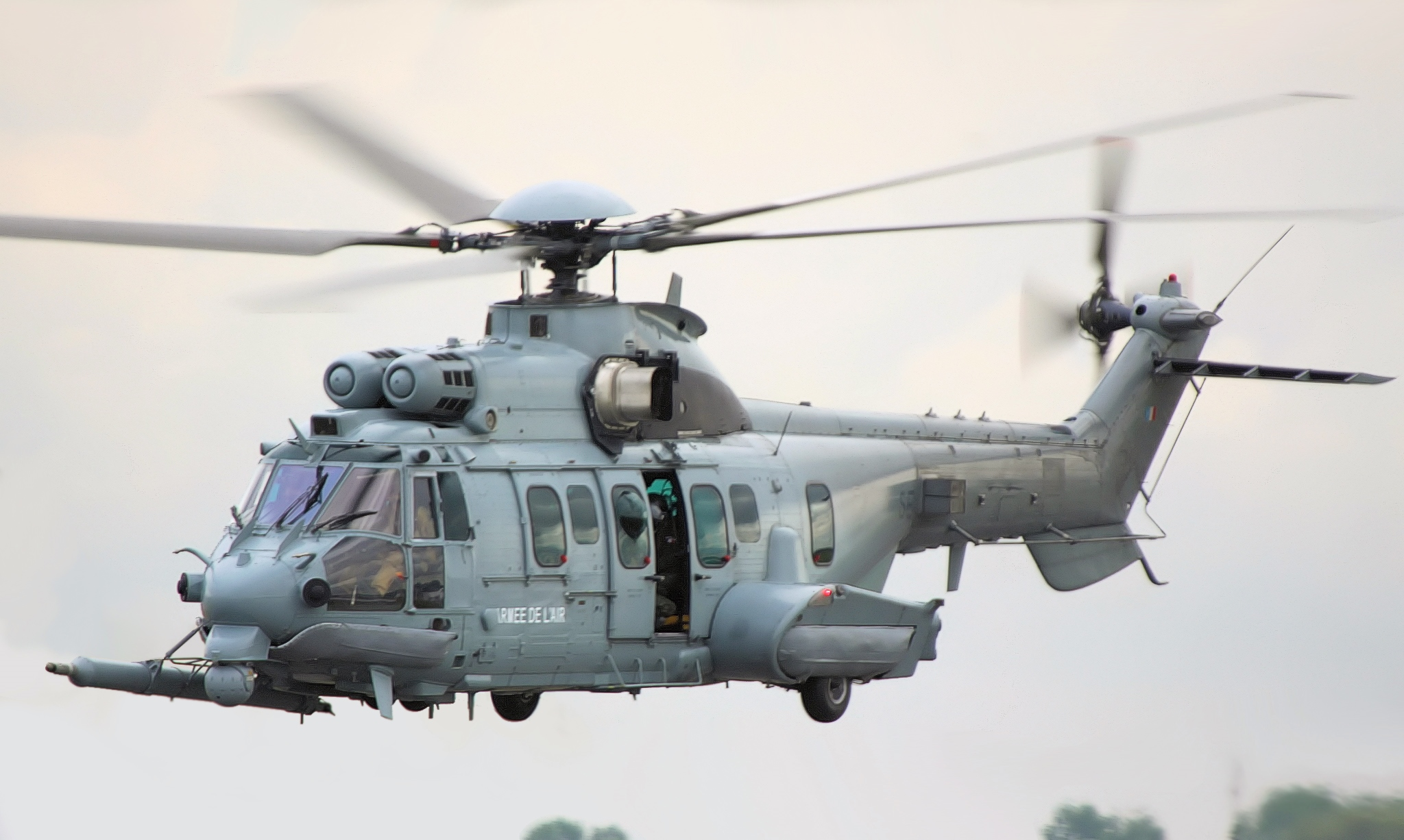
A EC725 of the French Air Force at RIAT 2009

巴西
- 巴西空軍 15架（2架配置為VIP運輸），配備空對空加油系統。
- 巴西陸軍航空司令部（英语：Brazilian Army Aviation Command） 16架
- 巴西海軍航空兵 15架

 法國
- 法國空天軍 (訂購9架)[3]
- 法國陸軍輕航空隊（英语：French Army Light Aviation）[3]

 匈牙利
- 匈牙利國防軍 (訂購16架)[3]

 印度尼西亞
- 印尼空軍 (訂購9架)[3]

 科威特
- 科威特空軍（英语：Kuwait Air Force） (訂購6架)[3]

 马来西亚
- 馬來西亞皇家空軍[3]

 墨西哥
- 墨西哥空軍（英语：Mexican Air Force） (訂購4架)[3]A EC725 of the French Air Force at RIAT 2009
- 墨西哥海軍[3]

 新加坡
- 新加坡共和國空軍 (訂購13架)[3]

 坦桑尼亚
- 坦桑尼亞空軍司令部（英语：Tanzania Air Force Command）[3]

 泰國
- 泰國皇家空軍 12架 [3]

 阿联酋
- 阿拉伯聯合大公國空軍（英语：United Arab Emirates Air Force） (訂購12架)[4]